# NSW-Anime
NSW-Anime (Eigenschreibweise: NSW-AnImE) war ein deutsches Webradio mit Fokus auf asiatische Popkultur und Musik sowie Anime und Manga. Das Team setzte sich aus Jugendlichen und jungen Erwachsenen zusammen. Die Abkürzung NSW steht für NotenScheune Weddendorf.

## Geschichte des Senders

### Anfangszeit

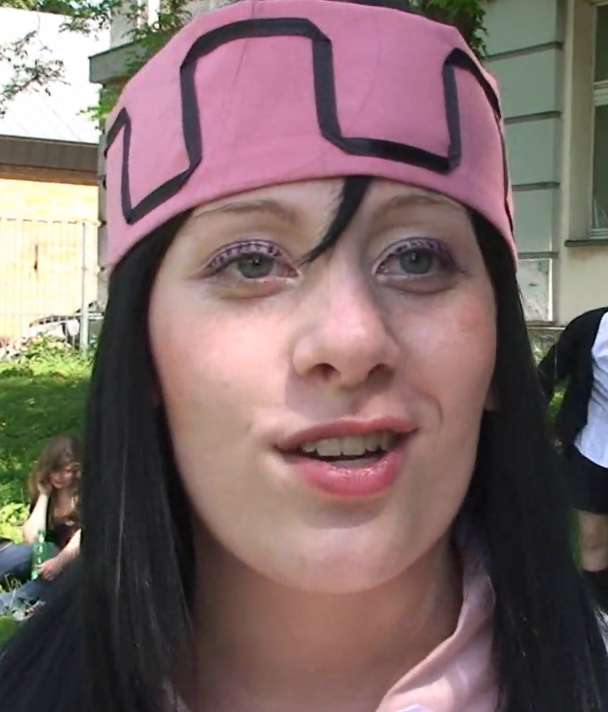
Mitgründerin „Tsubomi“ (2010)

Der Sender wurde am 4. Januar 2008 unter dem Namen „nsw-radio“ von Andreas „Andy“ Müller und Jennifer „Tsubomi“ Leitz zunächst als Mainstream-Webradio gegründet. Es sollte ein „Projekt von Fans für Fans“ ohne kommerzielle Absichten über die eigene Kostendeckung hinaus sein.
Im Rahmen des wöchentlichen Sendeprogramms gab es sonntags auch eine Sendung mit dem Namen „NSW-AnImE“, produziert und moderiert von der Japan- und Anime-begeisterten Tsubomi. Diese Sendung hatte vom 15. Januar 2008 an eine eigenständige Internetpräsenz für ihre Zuhörer (zusätzlich zur Seite von nsw-radio).
Das erste „Team“ kam im April 2008 zusammen, als Pawel „raggyman“ Franzkowiak als erfahrener Webradio-Moderator und -Techniker dazustieß. Im Juli 2008 kamen Lisa „Rikku“ Stegen als Moderatorin und Elena „LadyMarmalade“ Abraham als erste reine Redakteurin dazu. Franzi „Jae“ Werthmann rundete das „NSW-Ur-Team“ im September 2008 als Moderatorin rund um K-, C- und J-Pop ab.
Nachdem klar wurde, dass man unter den unzähligen Mainstream-Webradios nicht Fuß fassen konnte, die Anime-Sparte und das Interesse der Hörer an Musik und Informationen rund um Asien dafür aber immer weiter wuchs, entschied sich das Team Anfang 2009 zur völligen Aufgabe von „nsw-radio“. Der Name der ursprünglichen Sendung rund um Anime und Japan, NSW-AnImE, wurde nun zum Namen des gesamten Projekts und die zugehörige Internetpräsenz ersetzte jene von nsw-radio.

### Weitere Entwicklung
Zum Neustart des Radio-Projektes unter dem Namen NSW-AnImE am 16. Januar 2009 spezialisierte sich der Sender auf japanische und asiatische Musik, die im Kontext zu Animes standen. Musikalische Abstecher in die Bereiche Cartoon, Musical, Film- und Videospielmusik (ab 2009), Pop- und Rockmusik aus China, Korea und Japan (ab 2010), My Little Pony und Mittelalter-Rock (ab 2012) sowie eine Sendung rund um die Inhalte des Videoportals YouTube (ab 2014) folgten.
Durch den Erfolg von Animes und den aus dem Japanischen übersetzten Titel-Songs von Arts of Toyco unter Andy Knote, Noel Pix, Ruth Kirchner u. a. im deutschen Fernsehen entstand 2009 die Sendung „NSW-AnImE DEUTSCH!“, welche sich nur auf deutsche Anime-Songs beschränkt. Japanische Anime-Songs waren in den Sendungen „Anime no Sekai!“ oder der „Little Latenight“ vertreten. „Jae-Pop“ (ab 2013 „KB4U“, Korean Beats For You) brachte dem interessierten Hörer Mainstream-Pop aus Korea näher und die „Chinese-Charts“ ergänzten mit Musikprogramm aus China.
Dazu kamen nach und nach auch Themensendungen wie „Bouken no Cosplay“ (ab 2011) rund um Cosplay oder „Cartoon Pur“ (ab 2009), welche Musik aus Disney-Filmen beziehungsweise Cartoons der westlichen Welt behandelte.
Zum Schluss bestand das NSW-Team aus rund 34 Personen in den Bereichen Moderation, Redaktion, Event- und Community-Organisation sowie Technik und Grafik.

### Einstellung
Zum 6. Oktober 2019 wurde der Sendebetrieb eingestellt. Die ehemalige Webadresse leitet inzwischen zu einem Tonstudio um. Die ehemaligen Moderatoren und Stammhörer wechselten teilweise zu Kibo.FM und dem 2020 neu gegründeten Radiosender Japanradio, zwei Sender, die eine ähnliche Zielgruppe ansprechen.

## Maskottchen

### Mérodii
Um den Namen für Mérodii zu finden, wurde nach dem Zeichen-Wettbewerb ein Namens-Wettbewerb auf Animexx mit Gewinnspiel veranstaltet. Von über 30 Teilnehmern wurden über 100 Namensvorschläge abgegeben. Das damals noch kleine NSW-Team beriet sich und kam dann zu dem Entschluss, dass „das Mädchen“ Mérodii heißen soll. Der Name Mérodii leitet sich von dem englischen Wort Melody (Melodie) ab und ist in seiner Schreibweise an das japanische メロディー (merodī) angelehnt.

### Oto
Auf dem eingesandten Bild der Zeichnerin Sandra „Joichiru“ Ende war zusätzlich zu einem im Manga-Stil gezeichneten Mädchen eine gelbe Note mit Gesicht zu sehen. So entstand das Co-Maskottchen von NSW-Anime. Oto oder auch Oto-chan genannt, ist eine kleine fliegende Note und der ständige Begleiter von Mérodii. Oto hat in seiner heutigen Form deutlich angedeutete Arme und Beine, kann aber (wie bei Klängen üblich) schweben und fliegen – jedoch nur über eine gewisse Distanz.
Tsubomi entschied damals, dass jene fliegende Note Oto heißen sollte. Das Wort oto ist japanisch (音) und bedeutet Note oder Ton.
Erste Oto-Plüschtiere entstanden bereits 2009 in Handarbeit – seit Ende 2013 gibt es eine sehr detailgetreue, hand-gehäkelte Fassung von Oto nach Vorlage der Zeichnerin „DKelli“.

## Programm
NSW-Anime sendete das ganze Jahr hindurch ein automatisiertes Musikprogramm (Playlist). In der Hauptsendezeit von 18 bis 0 Uhr standen zwischen zwei und drei moderierte Sendungen auf dem Sendeplan. Zu besonderen Anlässen wie dem 4. Januar (Gründungstag), Ostern, 1. April, Halloween, Weihnachten, Silvester/Neujahr gab es häufig ein breiteres Sendeprogramm bis hin zu mehrtägigen Sendemarathons.
Speziell zu Ostern, Halloween und Weihnachten gab es fast jährlich episodenhafte Hörspiele, die von den Teammitgliedern eingesprochen und von nsw-media produziert wurden. Diese umfassten bis zu 24 Episoden mit acht Stunden Gesamtspieldauer pro Hörspiel und konnten auch als Download erworben werden.

## Schreibweise NSW-AnImE
Die Abkürzung NSW entstand durch die Zusammenfassung der Anfangsbuchstaben der NotenScheune Weddendorf, wo auch schon nsw-radio seinen Anfang nahm.
Für die Schreibweise AnImE mit abwechselnden Groß- und Kleinbuchstaben nahm der Projektleiter von NSW-Anime, Andreas Müller, seine Inspiration aus dem PlayStation-2-Spiel Skate Attack, wofür er das Sounddesign entwickelte. Die Mails im Spiel trennen Sätze nur durch Großbuchstaben statt Satzzeichen.

## Community
NSW-Anime betrieb ein eigenes soziales Netzwerk namens NSW-Family, das Nutzerprofile, eigene Galerien und private Nachrichten bot. Zudem war NSW-Anime auf vielen Conventions vertreten, darunter die Connichi in Kassel, der Japantag in Düsseldorf, die Leipziger Buchmesse und insbesondere der Anime Marathon.

Zwischen NSW-Anime und dem Anime no Tomodachi e. V., welcher die Zeitschrift FUNime herausgibt und jährlich den Anime Marathon veranstaltet, gab es eine intensive Zusammenarbeit. Diese äußerte sich u. a. in der starken Zusammenarbeit beim Anime Marathon.